# Фільтр Віна
Фільтр Ві́на — прилад для фільтрування заряджених частинок у схрещених магнітному та електричному полях. Може застосовуватися як аналізатор енергетичного спектру, монохроматор або мас-спектрометр.

## Історія створення
Створив 1898 року Вільгельм Він для дослідження анодних променів.

## Принцип роботи
У приладі створюються схрещені електричне та магнітне поля, перпендикулярні до потоку заряджених частинок, відповідно, сумарна сила, що діє на частинку, дорівнює нулю за умови, що {\displaystyle E=Bv/c}, де {\displaystyle v} - швидкість частинки. Частинки прискорює різниця потенціалів {\displaystyle V} до енергії {\displaystyle QV}, де {\displaystyle Q} - заряд частки. Таким чином, тільки частинки що задовольняють співвідношенню {\displaystyle M/Q=(Ec/B)^{2}} не відхиляються в цих полях і успішно проходять через коліматор.

## Характеристики
Роздільність фільтра залежить від розкиду швидкостей частинок (що залежить у свою чергу від початкового розподілу швидкостей частинок), напруженості полів і ширини коліматора. Для досягнення високої роздільності необхідно зменшувати ширину коліматора, збільшувати напруженості полів, а також збільшувати різницю потенціалів для зменшення впливу початкового розподілу швидкостей. На практиці роздільність {\displaystyle \delta M/M} фільтра Віна зазвичай становить порядку {\displaystyle 10^{-2}}. Зазвичай діапазон вимірюваних мас дорівнює 1-5000 а. о. м. і обмежений переважно напруженостями полів.